# Tristessa
«Tristessa» — песня американской альтернативной рок-группы The Smashing Pumpkins. Сингл был вторым релизом группы и их первым, и единственным релизом на лейбле Sub Pop, Sub Pop выпустил его как «Сингл месяца». Она была написана Билли Корганом и позже перезаписана для их дебютного альбома Gish. Название — прямой намёк на одноимённую новеллу Джека Керуака 1960 года.

## Список композиций
| №  | Название                                 | Длительность |
| -- | ---------------------------------------- | ------------ |
| 1. | «Tristessa»                              | 3:40         |
| 2. | «La Dolly Vita»                          | 4:15         |
| 3. | «Honeyspider» (только на британском 12") | 2:55         |